# Granaína
La granaína est un palo flamenco qui s'inscrit habituellement dans les styles de chants (cantes) de Grenade. Il serait dérivé des fandangos. Sa composition comprend des strophes de quatre vers octosyllabiques.